# Riki Nakaya
Riki Nakaya (中矢 力?, Nakaya Riki; Matsuyama, 25 luglio 1989) è un judoka giapponese, vincitore di una medaglia d'argento nella categoria fino a 73 kg alle Olimpiadi del 2012.

## Palmarès
- Giochi olimpici estivi

2012 - Londra: argento nei 73 kg.
- Campionati mondiali di judo

Parigi 2011: oro nei 73 kg.
Chelyabinsk 2014: oro nei 73 kg
Astana 2015: argento nei 73 kg
Budapest 2017: oro nella gara a squadre.
- Campionati asiatici di judo

2011 - Abu Dhabi: argento nei 73 kg.